# Ken Robinson
Sir Kenneth Robinson (ur. 4 marca 1950 w Liverpoolu, zm. 21 sierpnia 2020) – brytyjski pisarz, mówca i doradca, lider w dziedzinie rozwoju kreatywności, innowacyjności i zasobów ludzkich. Współpracował z rządami państw w krajach Europy i Azji, z międzynarodowymi agencjami, firmami z Fortune 500, narodowym i stanowym systemem edukacji USA, organizacjami non-profit i z niektórymi wiodącymi światowymi organizacjami kulturowymi. Zalicza się do nich Komisję Europejskią, UNESCO, Radę Europy, Royal Shakespeare Company, Liverpool Institute for Performing Arts, Royal Ballet, Hong Kong Academy for Performing Arts czy Education Comission of the States. W latach 1989–2001 był Profesorem Wykształcenia Artystycznego na Uniwersytecie w Warwick.

## Życie prywatne
Syn Jamesa i Ethel Robinson, urodził się w Liverpoolu w Anglii, jako jeden z siedmiorga dzieci w rodzinie robotniczej. Uważa, że to jego wspaniała rodzina zainspirowała go do bycia dożywotnim adwokatem edukacji. Po wypadku w miejscu pracy jego ojciec został dotknięty porażeniem czterokończynowym (tetraplegia). Mimo tego pozostał w centrum życia rodziny i kiedy Ken zachorował na chorobę Heinego-Medina w wieku lat czterech, jego rodzice motywowali go, żeby doskonalił się w edukacji i nie pozwolił, żeby określała go choroba.
Ken Robinson mieszkał w Los Angeles ze swoją żoną Marią-Teresą (z domu Watts) oraz dwójką dzieci: Jamesem oraz Kate.

## Kariera
Doktorat uzyskał w roku 1981 na Uniwersytecie Londyńskim za badania nad teatrem i dramatem w edukacji. Był głównym autorem The Arts in Schools: Principles, Pracitce and Provision, raportu z narodowego badania opublikowanego w 1982 roku, który dziś jest uważany za kluczowy tekst dla sztuki i edukacji w Wielkiej Brytanii oraz w innych krajach.
W latach 1985–1989 był przewodniczącym projektu Arts in Schools, narodowej inicjatywy mającej na celu rozwój sztuki w szkołach podstawowych i ponadpodstawowych w Anglii i Walii. W projekt zaangażowanych było ponad 2000 nauczycieli, artystów i ludzi kultury w sieci ponad 300 praktycznych inicjatyw w całym kraju.
W tym okresie współpracował z Niezależną Siecią Telewizyjną oraz z British Telecom, założył i przewodniczył Artswork, brytyjską narodową agencją rozwoju sztuki wśród młodych. Był także głównym doradcą rządu Hongkongu w sprawach rozwoju strategii nauczania sztuki w Hong Kong Academy of Performing Arts.
Był doradcą Rady Europy w sprawach edukacji przy raporcie dla Światowej Komisji do spraw Kultury i Rozwoju przy UNESCO, oraz przewodniczącym projektu Rady Europy dotyczącego Kultury, Kreatywności i Młodych. Był członkiem grupy międzynarodowych doradców Getty Center oraz Council for Basic Education w Waszyngtonie w sprawie rozwoju narodowych standardów edukacji w Stanach Zjednoczonych oraz jednym z czterech międzynarodowych doradców rządu Singapuru w jego strategii stania się centrum kreatywności Azji Południowo-Wschodniej.
W roku 1998 rząd Wielkiej Brytanii zaproponował mu założenie oraz poprowadzenie narodowej komisji do spraw kreatywności, edukacji i ekonomii. Komisja zebrała czołowych ludzi biznesu, szkolnictwa, naukowców i artystów. Jego raport: All Our Futures: Creativity, Culture and Education (Raport Robinsona) po opublikowaniu zdobył ogromne uznanie. The Times napisał: "Ten raport dotyczy niektórych najważniejszych kwestii, przed którymi stoi biznes XXI wieku. Każdy prezes czy dyrektor do spraw zasobów ludzkich powinien nim uderzyć w stół i domagać się działań".
Jego książka Out of Our Minds: Learning to be Creative (Wiley-Capstone) wydana w 2001 roku została przez dyrektora czasopisma opisana jako: "prawdziwie otwierająca umysł analiza, dlaczego nie wyciągamy z ludzi tego, co najlepsze w okresie morderczych przemian". John Cleese powiedział: "Ken Robinson pisze błyskotliwie, dlaczego kreatywność jest na różne sposoby niedoceniana i ignorowana w kulturze zachodu, a szczególnie w naszych systemach edukacji". Jego książka: The Element: How Finding Your Passion Changes Everything, została wydana w roku 2009 przez wydawnictwo Penguin. Oprócz pisania książek i tworzenia narodowych i międzynarodowych raportów, publikował w prasie oraz występował w programach telewizyjnych i radiowych.
Ken Robinson był także wziętym mówcą reprezentowanym przez Washington Speakers Bureau (w USA i Azji) oraz przez Speakers for Business (w Europie). Mówił do publiczności na całym świecie o wyzwaniach dotyczących kreatywności, przed którymi stoi biznes oraz edukacja w nowej, globalnej ekonomii. Zasiadał oraz dawał wykłady inauguracyjne dla Fortune 500, na konferencjach dotyczących kreatywności, edukacji i kultury w Stanach Zjednoczonych, Kanadzie, Europie, Australii, na Środkowym Wschodzie oraz w Azji (m.in. TED). W 2001 roku został ogłoszony Mówcą Roku Speakers for Business głosami ponad 200 światowych i europejskich firm. W 2005 roku został nazwany jednym z "Głównych Głosów" Time/Fortune/CNN.

## Osiągnięcia naukowe
Sir Ken Robinson zdobył doktorat na Uniwersytecie Londyńskim w 1981 roku. W latach 1985–1989 prowadził projekt The Arts in Schools, którego celem była poprawa sposobu nauczania sztuki. W roku 1998 został przez rząd brytyjski mianowany przewodniczącym National Advisory Committee on Creative and Cultural Education (Narodowej Komisji Doradczej do spraw Nauczania Kreatywności i Kultury). Otrzymał honorowe tytuły naukowe od Open University and the Central School of Speech and Drama, Birmingham City University, Rhode Island School of Design, Ringling College of Art and Design oraz Liverpool Institute for Performing Arts.
Został nobilitowany w czerwcu 2003 roku przez królową Elżbietę II za osiągnięcia w dziedzinach kreatywności, edukacji i sztuki.

## Śmierć
Po krótkiej walce z rakiem, Ken Robinson zmarł 21 sierpnia 2020 roku, mając 70 lat.